# Turmhügel Günzenhausen
Der Turmhügel Günzenhausen ist eine abgegangene mittelalterliche Turmhügelburg (Motte) etwa 600 Meter südwestlich der Kirche von Günzenhausen, einem Ortsteil der Gemeinde Eching im Landkreis Freising in Bayern. Die Anlage wird als Bodendenkmal unter der Aktennummer D-1-7635-0203 im Bayernatlas als „Turmhügel des hohen Mittelalters“ geführt.
Von der ehemaligen Mottenanlage ist noch der Turmhügel erhalten. Der Turmhügel liegt ca. 450 m südöstlich von Schloss Ottenburg.